# Xylotrechus longithorax
Xylotrechus longithorax là một loài bọ cánh cứng trong họ Cerambycidae.